# Junkers F 13
Junkers F 13 är ett lågvingat monoflygplan byggt helt i metall. F 13 är ett mycket mångsidigt flygplan som tillverkats för såväl civil som militär användning. Flygplanet var en vidareutveckling av passagerarflygplanet Junkers J 12 och var tillverkat av korrugerad duraluminium med flera olika ställ- och motoralternativ. F 13 var världens första civila flygplan som tillverkats helt av metall. Ca 330 flygplan tillverkades i över 60 varianter under en 10-årsperiod.

## Historik
F 13 konstruerades av flygingenjör Otto Reuter och döptes efter Hugo Junkers dotter till "Annelise". Provflygplanet flög första gången 25 juni 1919 av Junkers testpilot Emil Monz. Den 13 september 1919 flög samme man en F 13 med en BMW IIIa-motor. Med ombord var sju passagerare. Efter 86 minuter var planet uppe på 6 750 meters höjd, vilket var 630 meter högre än det tidigare rekordet satt av Legagneux i en Nieuport i december 1913.
Flygplanet blev en exportframgång för Junkers även om det på grund av restriktioner i Versaillefördraget inte fick användas av tyska flygbolag. F 13 var det första tyska flygplan som såldes i större antal. Totalt köptes det av 30 nationer och 70 olika flygbolag.
Första försäljningen skedde till John Larsen i USA 1919. Försäljningsbolaget Junkers-Larsen Corporation startades 1920. Totalt importerades 25 flygplan, som såldes vidare till U.S. Postal Departement och olika oljebolag i Kanada. En JL6 modifierades av John Larsen till stridsflygplan utrustat med 12 kulsprutor för att användas för markattack.
John Larsen arbetade hårt med marknadsföringen av F 13 i USA genom att delta i flyguppvisningar och demonstrationsflygningar. 28 september 1921 startade Eddie Stinson och Lloyd Bertaud med en F 13 från Mineola och de landade 26 timmar 5 minuter och 32 sekunder senare efter att ha flugit ca 4 270 km utan mellanlandning. Ett nytt världsrekord i uthållighetsflygning var därmed ett faktum.

## Varianter
- F 13 - provflygplan från 1919, med en BMW IIIa- eller Mercedes IIIa-motor
- F 13a - utökad spännvidd på alla modeller efter 1920
- F 13b, c, d - standardversion med Junkers L2-motor
- F 13f - modifierade vingar, fena, landställ
- F 13g - med W33-kropp och modifierade vingar samt Junkers L5-motor
- F 13h - modell för den amerikanska marknaden, svept och större vinge
- F 13k - med glasad cockpit, modifierat landställ och vinge
- Ju 13 eller PS-2 - grundmodell F 13s, byggda i Fili (ort) i Ryssland
- JL6 - original F 13s från 1919, modifierade av Junkers-Larsen Corporation i USA
- JL12 - original F 13 från 1919, avsedd för markattack med en Liberty-motor,
- F 13fe - Ett plan tillverkat av Afi med Junkers L5-motor på 310 hk

F 13s - suffixet "s" användes för flygplan där endast ritningarna kom från Junkers medan flygplanen tillverkades av olika utländska fabriker.

## Användning i Finland
När Aero Oy öppnade sin första flygrutt mellan Helsingfors och Tallinn den 20 mars 1924 utnyttjade man en Junkers F 13. Det fanns plats för fyra passagerare. Mellan åren 1924 och 1929 flög Aero med sammanlagt sju Junkers F 13-flygplan. Man hade även öppnat en rutt till Stockholm.
I juni 1928 förstördes ett av Aeros F 13-flygplan under en forskningsresa till Spetsbergen. 
Den svenska frivilligstyrkan F 19 som befann sig i finska Lappland under Vinterkriget överförde ett av sina Junkers F 13-flygplan till det finländska civilflygregister den 29 maj 1940. I det finländska flygvapnets tjänst kom den att få beteckningen JU-120. Flygplanet fungerade som ambulansplan, sambandsplan och slutligen för skolning av Signalbataljonen mellan åren 1941 och 1947. 
Den finländska gränsbevakningen hade åtminstone två F 13-flygplan redan år 1932 (LK-2 och LK-3); det finländska flygvapnet använde dem för spaning över Ålands hav under vinterkriget.

## Användning i Sverige
Första operatör av F 13 i Sverige blev AB Aerotransport som 1924 öppnade en flyglinje mellan Stockholm/Lindarängen och Helsingfors med en pontonförsedd maskin. Redan året innan, 1923, köptes en maskin in för AB Aerotransport vilken flög ett halvår med tysk registrering; D 343 "Schliervogel", för att 1924 registreras som S-AAAC. Kabinen inreddes 1926 för postflyg och blev världens första flygande postkupé, med brevlåda och postiljon. 1929 ändrades registreringen till S-AAC. Planet som ägs av Tekniska museet är ett av några få bevarade i världen av Junkers F 13. 
Svenska Röda Korset beställde en ambulansutrustad F 13 från Afi 1928 som ersättning för FVM S 21. Den nya maskinen stationerades i Boden och opererades av Flygvapnet under benämningen Trp 1, efter 1940 Tp 1. Flygplanet levererades i maj 1928 och totalhavererade 1946. 
Totalt hade Flygvapnet tre F 13, en köpt från Afi och två stycken från Junkers i Tyskland.